# Oskar Munzel
Oskar Munzel (ur. 13 marca 1899 w Grimmen, zm. 1 stycznia 1992 w Bad Godesberg) – niemiecki generał Wehrmachtu i Bundeswehry.
Po ukończeniu  szkoły wojskowej wstąpił w 1917 do armii cesarskiej. 5 listopada 1918 roku został awansowany na podporucznika. Po zakończeniu I wojny światowej kontynuował karierę w Reichswehrze.
W czasie II wojny światowej był dowódcą 14 Dywizji Pancernej i 2 Dywizji Pancernej. Po zakończeniu działań wojennych znalazł się w alianckiej niewoli wojennej. Po odzyskaniu wolności służył przez cztery lata jako doradca wojskowy w Egipcie. Po utworzeniu sił zbrojnych Republiki Federalnej Niemiec – Bundeswehry, został 11 maja 1956 roku do niej przyjęty w stopniu generała brygady. Później został awansowany do stopnia generała majora. W 1962 roku przeszedł na emeryturę.

## Odznaczenia
- Krzyż Żelazny (1914) 
  - II klasa
- Krzyż Zasługi Wojennej (1939)
  - II Klasa
- Krzyż Żelazny (1939)
  - I Klasa
- Złoty Krzyż Niemiecki (1943)[2]
- Krzyż Rycerski (1944)[2]
- Order Zasługi Republiki Federalnej Niemiec